# Марек Островський
Марек Островський (пол. Marek Ostrowski; 22 листопада 1959, Скрвільно, Куявсько-Поморське воєводство, Польща — 6 березня 2017, Штоккерау, Австрія) — польський футболіст, який виступав на позиції захисника. Гравець збірної Польщі, учасник чемпіонату світу 1986 року.

## Біографія

### Клубна кар'єра
На початку кар'єри виступав за команди нижчих дивізіонів Польщі. Навесні 1980 року дебютував у команді «Завіша» у вищому дивізіоні.
У складі «Погоні» з Щецина завойовував срібні (1987) та бронзові (1984) медалі чемпіонату Польщі.
У 1989 році перейшов в австрійський «Уніон» з Медлінга. Через рік перебрався в «Штоккерау», в його складі став володарем Кубка Австрії сезону 1990/91 і брав участь в матчах Кубка володарів Кубків.

### Кар'єра в збірній
Дебютував у складі збірної Польщі 25 січня 1981 року в матчі проти Японії. Брав участь у фінальному турнірі чемпіонату світу 1986 року, виходив на поле у всіх чотирьох матчах своєї команди. Всього у складі збірної зіграв 37 матчів і забив 1 гол. Свій єдиний гол забив у відбірному матчі чемпіонату світу 19 травня 1985 року у ворота збірної Греції (4:1).
Після закінчення спортивної кар'єри залишився в Австрії. Помер 6 березня 2017 року в Штоккерау на 58-му році життя від хвороби серця.